# Who Are You
Who Are You je osmé studiové album anglické rockové kapely The Who, které bylo ve Spojeném království vydáno společností Polydor Records a ve Spojených státech společností MCA Records. Je to poslední album The Who s Keithem Moonem, který zemřel dvacet dnů po vydání tohoto alba.
Skladba „Who Are You“ je znělkou amerického seriálu Kriminálka Las Vegas.

## Seznam skladeb
Autorem všech skladeb je Pete Townshend, pokud není uvedeno jinak.
První strana
1. „New Song“ – 4:12
2. „Had Enough“ (John Entwistle) – 4:30
3. „905“ (Entwistle) – 4:02
4. „Sister Disco“ – 4:21
5. „Music Must Change“ – 4:37

Druhá strana
1. „Trick of the Light“ (Entwistle) – 4:48
2. „Guitar and Pen“ – 5:58
3. „Love Is Coming Down“ – 4:06
4. „Who Are You“ – 6:21

## Obsazení
The Who
- Roger Daltrey – hlavní vokály, perkuse
- John Entwistle – baskytara, doprovodné vokály, syntezátor, žestě v „Had Enough“ a „Music Must Change“, hlavní vokály v „905“
- Pete Townshend – kytara, doprovodné vokály, klavír, syntezátor, hlavní vokály v „Sister Disco“ (bridge), „No Road Romance“ a „Empty Glass“
- Keith Moon – bicí, perkuse

Další hudebníci
- Rod Argent – syntezátor v „Had Enough“, klavír v „Who Are You“, klávesy v „Guitar and Pen“
- Ted Astley – aranže
- Andy Fairweather-Low – doprovodné vokály v „New Song“, „Had Enough“, „Guitar and Pen“, „Love Is Coming Down“ a „Who Are You“
- Billy Nicholls – doprovodné vokály v „New Song“ a „Had Enough“
- Michael Nicholls – doprovodné vokály v „Had Enough“